# 5674 Wolff
5674 Wolff (1986 RW2) là một tiểu hành tinh vành đai chính được phát hiện ngày 6 tháng 9 năm 1986 bởi E. Bowell ở Flagstaff.